# بيرني بيرنثال
بيرني بيرنثال (بالإنجليزية: Bernie Bernthal)‏ (10 سبتمبر 1960 في الولايات المتحدة - ) هو لاعب كرة قدم أمريكي في مركز الهجوم. لعب مع نادي لو تشو دي فوندز ونادي ليموج وبيتسبرغ سبيريت ‏ وHartford Hellions ‏.